# Comuna Fedirkî, Svitlovodsk
Fedirkî (în ucraineană Федірки) este o comună în raionul Svitlovodsk, regiunea Kirovohrad, Ucraina, formată din satele Fedirkî (reședința) și Snijkove.

## Demografie
Componența lingvistică a comunei Fedirkî
     Ucraineană (96,15%)
     Rusă (3,85%)
Conform recensământului din 2001, majoritatea populației comunei Fedirkî era vorbitoare de ucraineană (96,15%), existând în minoritate și vorbitori de rusă (3,85%).